# Burmisotoma
Genre
Burmisotoma est un genre fossile de collemboles de la famille des Isotomidae.

## Distribution
Les espèces de ce genre ont été découvertes dans de l'ambre de Birmanie et d'Espagne. Elles datent du Crétacé.

## Liste des espèces
Selon Checklist of the Collembola of the World (version du 6 septembre 2019) :
- † Burmisotoma lamellifera Christiansen & Nascimbene, 2006

et
- † Burmisotoma spinulifera Sanchez-Garcia & Engel, 2016

## Publication originale
- Christiansen & Nascimbene, 2006 : Collembola (Arthropoda, Hexapoda) from the mid Cretaceous of Myanmar (Burma). Cretaceous Research, vol. 27, p. 318-363.